# Hendrik Buis
Hendrik Buis –conocido como Henk Buis– (Zwanenburg) es un deportista neerlandés que compitió en ciclismo en la modalidad de pista. Ganó una medalla de bronce en el Campeonato Mundial de Ciclismo en Pista de 1960, en la prueba de medio fondo.

## Medallero internacional
| Campeonato Mundial | Campeonato Mundial | Campeonato Mundial | Campeonato Mundial |
| Año                | Lugar              | Medalla            | Competición        |
| ------------------ | ------------------ | ------------------ | ------------------ |
| 1960               | Leipzig ( RDA)     | Medalla de bronce  | Medio fondo (A)    |